# ستيفن كير (سياسي)
ستيفن كير (بالإنجليزية: Stephen Kerr)‏ هو سياسي بريطاني، ولد في 26 سبتمبر 1960 في دندي في المملكة المتحدة. نشط حزبياً في الاسكتلنديون المحافظون ‏. في الانتخابات التشريعية البريطانية 2017، انتخب عضو برلمان المملكة المتحدة الـ57 عن دائرة ستيرلينغ وقد انضم خلال فترته النيابية ‏ (8 يونيو 2017 – ) للكتلة البرلمانية حزب المحافظين.